# Snot
Snot är ett amerikanskt alternativ metalband. Bandet grundades 1994, men bandet bröt upp 1998 efter att sångaren, Lynn Strait, dog i en bilolycka. Bandet återförenades  2008 och spelade tillsammans fram till 2011. Efter en paus började bandet spela igen 2014.

## Medlemmar
Nuvarande medlemmar
- Mike Doling – gitarr (1995–1998, 2008–2011, 2014– )
- Sonny Mayo – gitarr (1995–1998, 2008–2009, 2014– )
- John Fahnestock – basgitarr (1995–1998, 2008–2011, 2014– )
- Jamie Miller – trummor (1996–1998, 2008–2011, 2014– )
- Carl Bensley – sång (2014– )

Tidigare medlemmar
- Lynn Strait – sång (1995–1998; död 1998)
- James Fed Carrol – trummor (1995–1996)
- Shannon Larkin – trummor (1998)
- Mike Smith – gitarr (1998)
- Tommy Vext – sång (2008–2009, 2014)
- Brandon Espinoza – sång (2009–2010)
- Jahred Gomes – sång (2012)

## Diskografi
Studioalbum
- Get Some (1997)
- Strait Up (2000)

Livealbum
- Alive! (2002)

EP
- The Snot Sampler (1997)
- Strait Up Sampler (2000)

Singlar
- "The Box [remixes]" (1997)
- "Strait Up Angel's Son" (2001)